# Khaled Badra
Pour les articles homonymes, voir Badra.
Khaled Badra (arabe : خالد بدرة), né le 8 avril 1973 à Kairouan, est un footballeur tunisien.
Il joue comme défenseur central à l'Espérance sportive de Tunis après avoir porté les couleurs de la Jeunesse sportive kairouanaise, de l'Espérance sportive de Tunis, du FC Genoa, du Denizlispor et de l'Al Ahli Djeddah.
Avec l'équipe de Tunisie, il dispute deux phases finales de coupe du monde en 1998 et 2002 et remporte la CAN 2004. En demi-finale contre le Nigeria, il égalise sur penalty à huit minutes de la fin du temps réglementaire, les Tunisiens s'imposant aux tirs au but et remportant la finale face au Maroc trois jours plus tard.
Il devient directeur sportif de l'équipe d'Al Ahli Djeddah en juin 2009.

## Clubs
- avant juillet 1995 : Jeunesse sportive kairouanaise (Tunisie)
- juillet 1995-juillet 2000 : Espérance sportive de Tunis (Tunisie)
- juillet 2000-août 2001 : Denizlispor (Turquie)
- août 2001-janvier 2002 : Genoa Cricket and Football Club (Italie)
- janvier 2002-juillet 2009 : Espérance sportive de Tunis (Tunisie)
  - août 2002-août 2003 : Al Ahli Djeddah (Arabie saoudite), prêt
  - août 2006-janvier 2007 : Al Ahli Djeddah (Arabie saoudite), prêt

## Palmarès
- Coupe d'Afrique des nations : 2004
- Coupe d'Afrique des vainqueurs de coupe : 1998
- Coupe de la CAF : 1997
- Coupe afro-asiatique des clubs : 1995
- Ligue des champions arabes : 2002, 2009
- Coupe nord-africaine des vainqueurs de coupe : 2009
- Coupe du Golfe des clubs champions : 2008
- Championnat de Tunisie : 1998, 1999, 2000, 2002, 2004, 2006, 2009
- Coupe de Tunisie : 1997, 1999, 2006
- Coupe d'Arabie saoudite : 2007